# Arena (scacchi)
Arena è una interfaccia grafica o GUI per programmi scacchistici che non dispongono di  questa funzionalità. Tali programmi sono definiti motori o chess engines.
Arena è stata sviluppata, a partire dal 2002, dal programmatore tedesco Martin Blume. L'interfaccia, freeware, è disponibile sul sito indicato nel Collegamenti esterni. La versione attuale, distribuita da dicembre 2015, è la 3.5.1.
Arena supporta programmi con protocollo WinBoard ed UCI. Gira su sistemi operativi Microsoft: Windows 95, NT4 e successivi. L'applicazione, inoltre, gira tramite WINE sui sistemi Linux e sugli altri S.O. che supportano WINE. Consente sia di giocare contro un singolo motore sia di eseguire match o tornei fra due o più motori. I risultati dei tornei permettono l'attribuzione a ciascun motore di un punteggio o rating Elo proporzionale alla sua forza di gioco.
Il punteggio Elo dei motori e le relative classifiche vengono pubblicate ed aggiornate periodicamente su vari siti Internet e costituiscono fonte di vivaci discussioni e commenti tra gli appassionati di computer chess.
Arena consente, infine, di visualizzare partite di scacchi trascritte nel formato PGN e posizioni di gioco in formato EPD.